# Stausee Zaječice
Der Stausee Zaječice (tschechisch: Vodní nádrž Zaječice) ist ein Brauchwasserreservoir in Tschechien.
Er befindet sich zwei Kilometer östlich der Stadt Jirkov in 290 m ü. M. im Nordböhmischen Becken beim Dorf Zaječice auf dem Gebiet der Gemeinde Vrskmaň. Nördlich liegt der Stausee Kyjice.  Gestaute Gewässer sind der Otvický potok und der Hutní potok. Abflussgewässer ist der Hutní potok.
Die Anlage wurde in den Jahren 1973 bis 1976 durch das Unternehmen Montanbau Most als Ersatzbau für den Stausee Dřínov an der Stelle der früheren Sadschitzer Ortslage „Badhaus“ errichtet und ging 1976 in Betrieb. Im Nordosten des Gewässers liegt der 6,8 m hohe Damm. Die Dammkrone hat eine Länge von 830 m und ist 6,8 m breit.
Der Stausee mit einer Wasserfläche von 19,9 ha dient der Wasserversorgung der Abnehmer unterhalb des Stausees Kyjice im Havariefall. Gleichzeitig ist er ein Hochwasserrückhalt des Hutní potok.  Er fasst max. 445.000 m³ Wasser. Im Stausee Zaječice wird Sportfischerei betrieben.